# Raymond Roussel
Raymond Roussel, född 20 januari 1877 i Paris, död 14 juli 1933 i Palermo, var en fransk författare, vars solitära, originella verk haft ett visst inflytande på litterära rörelser som surrealism, nya romanen och OuLiPo.

## Liv och verk
Raymond Roussel växte upp i ett förmöget hem i Paris. Han debuterade som författare med den stora versromanen La Doublure (1897). Roussel var övertygad om att den skulle ge honom omedelbar berömmelse men den förbigicks med tystnad, vilket ledde till en mental kris hos författaren. Hans senare romaner drabbades av samma öde och han ruinerade sig på misslyckade försök att sätta upp dem som skådespel på teatern. I boken Comment j'ai écrit certains de mes livres ["Hur jag har skrivit några av mina böcker"] (1935) förklarade Roussel att hans verk var skrivna efter ett särskilt system baserat på språkliga associationer och homonymer. 
Roussel dog utblottad genom ett förmodat självmord 1933 efter år av drogmissbruk och ständiga resor över världen. Hans inflytande över modernistisk litteratur har varit mycket stort. Surrealisterna beundrade hans egenartade fantasivärldar, särskilt romanerna Impressions d'Afrique (1910) och Locus Solus (1914). André Breton gav honom utrymme i sin antologi om svart humor, Anthologie de l'humour noir (1940). Roussel är där representerad dels med ett stycke ur Impressions d'Afrique, dels med en scen ur skådespelet La Poussière de soleils ["Stoftet av solar"] (1926). Hans verk har senare haft en viss inverkan på en litterär rörelse som den nya franska romanen och därefter på OuLiPo. Michel Foucault har skrivit en bok om honom och de amerikanska poeterna John Ashbery och Ron Padgett har bägge överfört delar av Roussels verk till engelska.

## På svenska
- Locus Solus, översättning och efterskrift av Torsten Ekbom (Författarförlaget, 1989); återutgiven på Sphinx bokförlag, 2012)

## Källa